# Stade Daugava
Le stade Daugava (letton : Daugavas stadion) est un stade de football et d'athlétisme situé à Riga en Lettonie, construit en 1958. 
Il accueille des compétitions de football et d'athlétisme. Depuis 1992, le stade Daugava est désigné installation sportive d'importance nationale. Il appartient au gouvernement de la Lettonie.
Sa capacité est de 5 100 places assises, après la destruction d'une tribune de 5 000 places.

## Transports
- Trolleybus : 5